# 巴卡巴尔
巴卡巴尔是巴西马拉尼昂州的一个市镇。总面积1682.601平方公里，总人口93402人，人口密度55.5人/平方公里。